# ولادیمیر ۱۷۲۴
سیارک ۱۷۲۴ (به انگلیسی: 1724 Vladimir، نامگذاری:1932DC) هزار و هفتصد و بیست و چهارمین سیارک کشف شده‌است که در ۲۸ فوریه ۱۹۳۲ کشف شد.
قدر مطلق سیارک برابر ۱۱٫۳۰ است.